# Erysimum tianschanicum
Erysimum tianschanicum är en korsblommig växtart som beskrevs av Adolf Polatschek. Erysimum tianschanicum ingår i släktet kårlar, och familjen korsblommiga växter. Inga underarter finns listade i Catalogue of Life.